# Hala (Wyspa Króla Jerzego)
Hala – stok na Wyspie Króla Jerzego, w bezpośrednim sąsiedztwie Polskiej Stacji Antarktycznej im. Henryka Arctowskiego, po południowo-wschodniej stronie Grani Panorama i klifu Krzesanica. Nazwa została nadana przez polską ekspedycję polarną. Pochodzi od polskiego wyrazu hala (łąka górska). 